# صوفيا إسبينوزا
صوفيا إسبينوزا (بالإسبانية: Sofía Espinosa)‏ هي ممثلة مكسيكية، ولدت في 22 سبتمبر 1989 في مدينة مكسيكو في المكسيك.

## وصلات خارجية
- صوفيا إسبينوزا على موقع IMDb (الإنجليزية)
- صوفيا إسبينوزا على موقع قاعدة بيانات الفيلم (الإنجليزية)